# Matsuri Hino
Matsuri Hino (樋野まつり Hino Matsuri?) är en japansk serietecknare. Hon är född i Sapporo på Hokkaido. Hon debuterade i LaLa DX i september 1995 med Ko no Yume ga Same Tara.